# FACIL
FACIL, pour l'appropriation collective de l'informatique libre (FACIL) est une association sans but lucratif qui œuvre à la promotion des logiciels libres, des données et standards ouverts, de la neutralité du réseau Internet et du respect de la vie privée au Québec.

## Historique
FACIL est fondé officiellement en avril 2003. L’organisation est issue de l’évolution de Linux-Québec et de l’implication d’acteurs provenant de plusieurs milieux : des groupes d’utilisateurs de GNU/Linux (GUL) ; des groupes d’intérêts tels PHP Québec et Île sans fil ; des groupes communautaires tels Communautique et Alternatives ; des organismes para-gouvernementaux comme le RESOLL ; des entreprises, des consultants, des journalistes, etc.
FACIL est responsable de la Semaine québécoise de l'informatique libre depuis plusieurs années.

## Mandat
FACIL a pour mandat de promouvoir l'adoption, l'usage et la démocratisation de l'informatique libre et des standards ouverts au Québec.

## Conseil d'administration
Les membres du conseil d'administration ont été élus lors de l'assemblée générale annuelle du 30 mai 2015.
Président :
- Mathieu Gauthier Pilote

Vice-Présidente :
- Pascaline Guenou

Trésorier :
- François  Pelletier

Secrétaire :
- Geneviève Bastien

Administrateurs :
- Agathe  Lehel
- Geneviève Lajeunesse
- Romain Dessort